# 張國柱 (香港)
張國柱（英語：Peter Cheung Kwok-che，1951年11月8日—），人稱「社總阿柱」，已婚，育有兩子，為註冊社工。張國柱是香港泛民主派成員。目前身兼香港明愛青少年中心主任、香港社會工作者總工會會長、工黨紀律委員會主席，前香港民主民生協進會執行委員會司庫、前香港立法會議員（社會福利界） 。

## 早年生涯

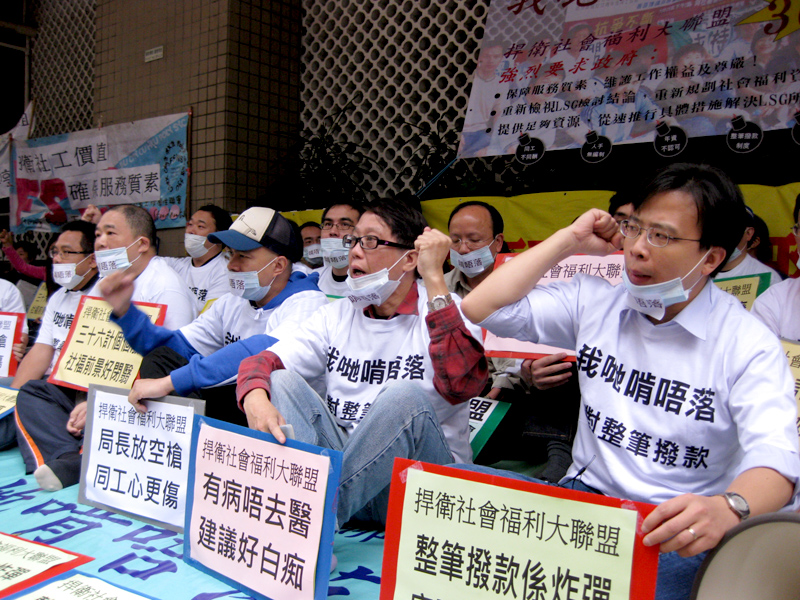
36小時絕食行動

張國柱早年入讀過數所小學。最後於英皇書院同學會小學畢業，後於1971年英皇書院畢業（1965年起入讀），同屆同學有梁振英及羅致光。他曾於新法書院重讀中五年級一年。1975年於社會工作訓練學院(香港理工大學社工系前身)畢業，同年加入香港明愛服務至今。1993年獲選為第二屆優秀社工；1999年獲香港特別行政區政府頒發「社會服務」獎章
2003年於沙士爆發時，和一眾社工在工餘派發口罩給露宿者；2004年南亞海嘯後發起組織「牽手連線── 海嘯遇難者及家屬支援網絡」並擔任召集人；推動組成「關注綜援檢討聯盟」。於2006年9月至2007年6月獲特區政府委任為策略發展委員會的社會發展及生活質素委員會委員，現任長者安居服務協會董事及民協社會服務中心董事。
張國柱於1989－1992年與民主友好組成「社工界愛國民主運動聯席」；2000年與社會人士組成「民主發展網絡」。張國柱曾參選2004年香港立法會選舉功能組別社會福利界得票3,199票，以64票之差敗給張超雄，而另一名候選人方敏生則獲得1,903票。張國柱於2006年召集工會代表組織「社福員工組織團隊」，參與香港選舉委員會界別分組選舉參與社會福利界選舉，當中有13人當選，張國柱以3,184票當選為該界別40名選舉委員之一，代表社福界投票選出特首。2008年再度參選香港特別行政區立法會功能組別社會福利界選舉，並以5,334票當選，而另一候選人狄志遠則得票2,743。張國柱表明向所屬的民協申請在立法會豁免跟隨民協立場投票，但從廣義而言，在他轉投工黨前屬民協第二位立法會議員。2011年12月18日加入工黨，成為創黨成員。2012年第三次參選香港立法會功能組別社會福利界選舉，並以9,078票成功連任，而另一候選人陳義飛則得1,113票。

## 工運之路

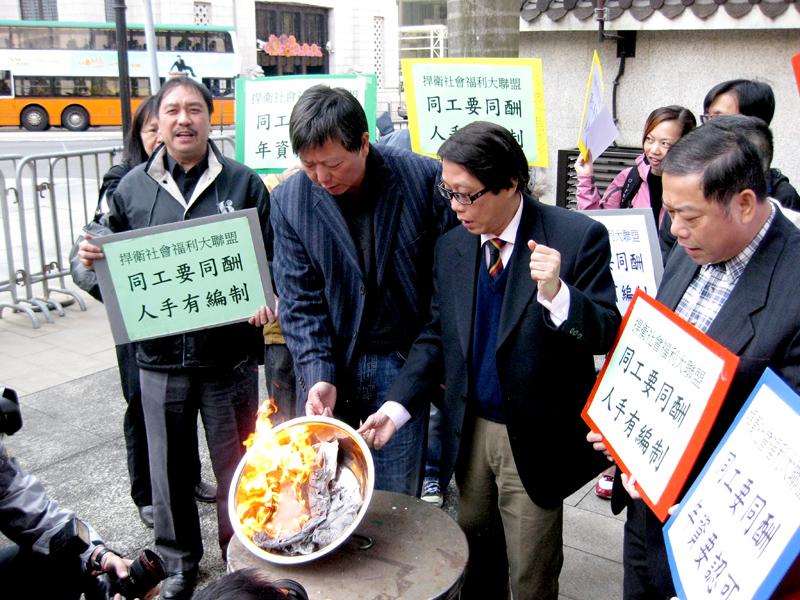
於立法會門外焚燒報告書

張國柱於1980年成為香港社會工作者總工會創會會員，之後曾擔任權益及投訴部理事、外務副會長、內務副會長，於1998年出任會長至今。 1999年聯合多個機構及社福界的職工會發動前線同工大遊行，成功爭取反對單位資助模式(Unit Grant) ；2001年聯合同工與當時的社署署長林鄭月娥力爭，成功保留了16隊外展社工服務隊；2002年發動社工請願，反對削減社福資源。聯合多個社福界的職工會聯合組成「捍衛社會福利大聯盟」任召集人，向本港多間福利機構發出質詢及請願，抗議無理削減前線員工薪酬。
2006年，發動社福界同工及各大專院校社工系同學，共同關注近年在社福界興起的「合約制」僱員政策對新入職同工的影響；2007年張國柱聯合「捍衛社會福利大聯盟」發動了「624大遊行」、「905集體請假半天」和「1128罷工」，促使政府成立了「整筆撥款獨立檢討委員會」。其後該獨立檢討委員會於2009年發表「整筆撥款檢討報告書」，並表示保留整筆撥款後，張國柱聯同「捍衛社會福利大聯盟」先後以焚燒報告書、並於2009年3月1日在社會福利署總部灣仔胡忠大廈外絕食36小時以表達對該報告書中36項建議的不滿。
2010年11月，傳媒報導退出了公民黨的張超雄，有意和他、梁耀忠、何秀蘭及李卓人合組工黨。
2012年在社褔界功能組別成功連任立法會議員後，張國柱繼續關注貧窮問題，作為政府扶貧委員會成員，落實以入息中位數的一半訂立貧窮綫，並且爭取以「可動用收入」取代單純入息作為標準。他亦曾在2012年10月18日提出要求政府提交規管工時條例草案動議，但在多位功能組別的議員反對下，議案被否決。
張國柱亦關注露宿者的情況，立法會民政事務委員會張國柱的動議，要求政府將油麻地露宿者之家和垃圾站分隔，其中露宿者之家應設於方便露宿者出入的地點，亦不應該繼續位於垃圾站之上。
張國柱動議政府研究立即規管醫療中介機構的議案亦獲立法會衞生事務委員會通過。
為減輕家庭照顧長者的負擔，張國柱提議提供至少每月三千元的現金津貼，為部分有成員為照顧家中長者而辭去工作的家庭幫補生活。

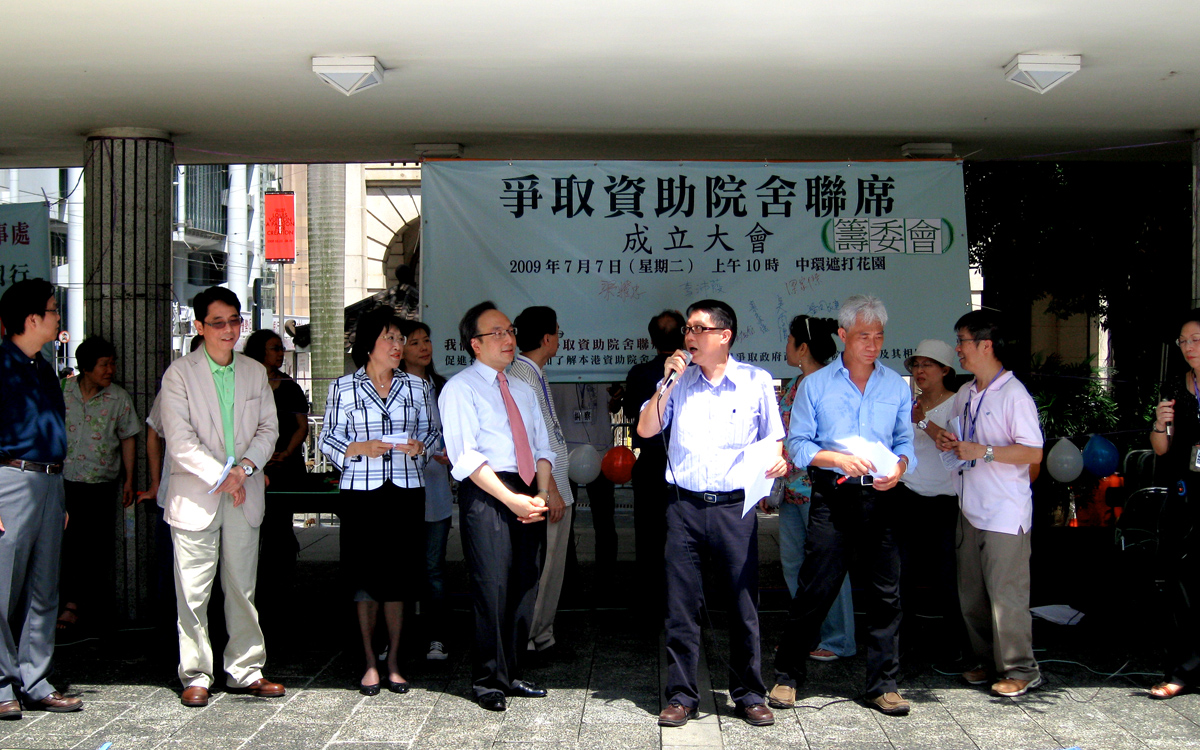
爭取資助院舍聯席成立大會

## 社福界事務
張國柱於2008年當選立法會社會福利界議員後，多次關心香港的社會福利事務例如青少年濫藥、院舍宿位不足、精神病康復者、老人院舍服務等等社會問題。

## 立法會內工作
- 內務委員會
- 財務委員會
- 福利事務委員會副主席
- 政制事務委員會
- 民政事務委員會
- 研究內地與香港特區家庭事宜小組委員會
- 滅貧事宜小組委員會
- 監察西九文化區計劃推行情況聯合小組委員會

### 余婆婆事件
在2014年4月29日，在立法會退休保障事宜小組委員會的公聽會中，代表「關注長者權益大聯盟」的老婦余春梅女士，多次以「仆街」及其他粗口，痛斥港府反對確立全民退休保障，而且在公聽會上公然玩電子遊戲的自由黨青年團主席李梓敬，而該次會議中，張國柱作為委員會副主席並主持會議，由於張國柱本身及其所屬的工黨，正是倡議推行全民退休保障的主要支持者，故此余婆婆得以完成其講話，亦是繼民建聯黨員馬恩國後，另一個在立法會會議中使用粗言，而未被逐出議場的人士，有網民認為是張國柱暗中幫余婆婆完成講話是正義行徑。

## 資料來源與註釋
1. ↑  . 華僑日報. 1965-07-21: 21  [2021-11-08]. （原始内容存档于2021-11-08）.
2. ↑  . 香港蘋果日報. 2018-05-15  [2019-03-03]. （原始内容存档于2020-05-18）.
3. ↑  《入息中位半數訂貧窮綫》，《星島日報》，2013年5月9日。
4. ↑  《規管工時議案功能組別否決》，《am730》，2012年10月19日。
5. ↑  《露宿者之家飛唔甩垃圾站》，《蘋果日報》，2013年4月16日。
6. ↑  《立會通過促規管醫療中介》，《信報財經新聞》，2013年5月21日。
7. ↑  《政府研推護老者津貼 社福界倡每月$3000》，《太陽報》，2013年3月24日。
8. ↑  .   [2014-05-29]. （原始内容存档于2020-05-15）.

## 外部連結
- 立法會張國柱議員辦事處(社會福利界)
- 張國柱Facebook （页面存档备份，存于）
- 香港社會工作者總工會(2006-2008年)理事: 張國柱
- 2007年11月28日，香港社會工作者總工會 發動1128罷工
- 成報: 張國柱評論2000年政府的整筆撥款
- 張國柱社總名義出選[]
- Blog （页面存档备份，存于）